# Холодов, Андрей Иванович
Андрей Иванович Холодов (укр. Андрій Іванович Холодов; род. 20 августа 1972, Кременчуг, Полтавская область) — украинский предприниматель, политик.
Народный депутат Украины IX созыва.

## Биография

### Образование
Окончил Киевский национальный транспортный университет (факультет «Автомобили и автомобильное хозяйство»).

### Трудовая деятельность
Холодов занимает должность заместителя директора — директора по внешнеэкономической деятельности в обществе с ограниченной ответственностью «Текам Плюс».
Он занимается арендой и продажей коммерческой и жилой недвижимости, девелопментом, бизнес-консалтингом.
Является соучредителем ООО «Эфкон-окна» и «Флорентино».

## Политическая деятельность
Кандидат в народные депутаты от партии «Слуга народа» на парламентских выборах 2019 года, № 22 в списке. На время выборов: заместитель директора ООО «Текам Плюс», беспартийный. Проживает в городе Киеве.
Заместитель председателя Комитета Верховной Рады по вопросам финансов, налоговой и таможенной политики.
31 июля 2023 года подал заявление о сложении полномочий народного депутата. Несколько дней назад журналисты «Схем» обнародовали расследования о Холодове. Они утверждали, что нардеп выехал за границу ещё полгода назад и сейчас продолжает там находиться. В частности, «Схемы» установили, что Холодов был на Кипре вместе с семьёй, где у него есть семейное имение. С января Холодов также не участвовал в голосованиях парламента, но дистанционно посещал заседания комитета Рады по финансам, налоговой и таможенной политике, отмечается в материале.
9 августа 2023 года Верховная Рада Украины досрочно прекратила полномочия народного депутата Украины Холодова в связи с подачей им соответствующего заявления.

## Личная жизнь
Жена занимается производством и реализацией свадебных и вечерних платьев под брендом Stella Shakhovskaya.